# حزب أوسيتيا المتحدة
أوسيتيا المتحدة (بالروسية: Единая Осетия)‏، (بالأوسيتية: Иугонд Ир)‏، هو حزب سياسي في أوسيتيا الجنوبية. حصل الحزب على أغلبية في برلمان أوسيتيا الجنوبية، في انتخابات 2014، حيث حصل على 20 من أصل 34 مقعدًا. ويقود الحزب أناتولي بيبيلوف، العضو السابق في حزب الوحدة والرئيس الحالي لأوسيتيا الجنوبية منذ فوزه في انتخابات 2017.
في 2018، وقع ممثلو حزب أوسيتيا المتحدة اتفاقية تعاون مع الحزب الحاكم لصرب البوسنة، حزب تحالف الديمقراطيين الاجتماعيين المستقلين.